# فدراسیون هندبال اروپا
فدراسیون هندبال اروپا (انگلیسی: European Handball Federation) سازمان اداره‌کننده و برگزار کننده مسابقات ورزش هندبال در قاره اروپا است که در سال ۱۹۹۱ تأسیس شده.

## کشورهای عضو
- آلبانی
- آندورا
- ارمنستان
- اتریش
- جمهوری آذربایجان
- بلاروس
- بلژیک
- بوسنی و هرزگوین
- بلغارستان
- کرواسی
- قبرس
- جمهوری چک
- دانمارک
- استونی
- جزایر فارو
- فنلاند
- فرانسه
- گرجستان
- آلمان
- بریتانیای کبیر
- یونان
- مجارستان
- ایسلند
- جمهوری ایرلند
- اسرائیل
- ایتالیا
- کوزوو
- لتونی
- لیختن‌اشتاین
- لیتوانی
- لوکزامبورگ
- مالت
- مولدووا
- موناکو
- مونته‌نگرو
- هلند
- مقدونیه شمالی
- نروژ
- لهستان
- پرتغال
- رومانی
- روسیه
- صربستان
- اسلواکی
- اسلوونی
- اسپانیا
- سوئد
- سوئیس
- ترکیه
- اوکراین

فدراسیون‌های مرتبط
- انگلستان
- اسکاتلند